# Fiat 1100
Fiat 1100 — автомобиль, выпускавшийся компанией Fiat с 1937 по 1969 год. Был впервые представлен в 1937 году в качестве обновлённой версии Fiat 508 «Balilla», при этом внешне автомобиль был похож на Fiat 500 «Topolino» и был больше по размерам, чем Fiat 1500. Автомобиль имел типичную для конца 30-х радиаторную решётку в форме сердца. Автомобиль оснащался четырехцилиндровым двигателем, объёмом 1089 куб.см и четырехскоростной коробкой передач. Ведущие колеса — задние. Для того времени, автомобиль считался очень комфортным и удобным в управлении, его называли «единственным автомобилем удобным одновременно для пассажиров и водителя». Впоследствии автомобиль был немного обновлён внешне и получил новую радиаторную решётку. Модель получила обозначение 1100B или, как её еще называли «1100 musone» (то есть «большой нос»). После Второй мировой войны, в 1949, автомобиль был представлен в новом кузове под названием 1100E.

## Fiat 1100/103
В 1953 модель 1100 подверглась полному редизайну. Результатом явился 4-дверный седан в цельном кузове, со встроенными передними фарами. Новая модель получила обозначение 1100/103 и предлагалась (что было стандартно для того времени) в двух вариантах: «economica» (дешевый) и «normale» (стандартный). Также существовала и спортивная модификация — 1100TV (Turismo Veloce).
Между 1956 и 1960 годами новая модель 1100 подверглась нескольким небольшим модернизациям. В 1959 появилась новая модификация 1100 Granluce («Большой свет»), с большими по размеру окнами, и без дверей открывающихся навстречу. В качестве опции для неё предлагался и новый двигатель, объемом 1221 куб. см..

## Fiat 1100D
В 1962 году появилось третье поколение модели 1100 — 1100D. («D» означало «Delight» — «Удовольствие»). Автомобиль по-прежнему оставался 4-дверным седаном, похожим на «1100 Granluce», с более простыми боками и новым прямоугольным носом. В 1977–1999 гг. данная модель производилась по лицензии индийской компанией PAL как Premier Padmini.

## Fiat 1100T
С 1957 по 1971 год выпускалось семейство пикапов Fiat 1100T. Модели оснащались бензиновыми двигателями внутреннего сгорания объёмом 1089 см3 (103 D.007) и мощностью 38 л. с. при 4800 об/мин. Максимальная скорость автомобилей 90 км/ч. В 1959 году на смену пришли Fiat 1100 T2.

## Галерея
- Fiat 508C (1100) (1937—1939)
- Fiat 1100 (1939—1953)
- Fiat 1100 (1953—1962)
- Fiat 1100 (1962—1966)
- 1100 R (1966—1969)
- 1100 T (1957—1971)